# Башлай, Андрей Александрович
Андре́й Алекса́ндрович Башла́й (укр. Андрій Олександрович Башлай; род. 16 февраля 1985, Киев) — украинский футболист, защитник. Старший брат футболиста Дмитрия Башлая.

## Биография

### Клубная карьера
Воспитанник киевского «Динамо». Начинал профессиональную карьеру в «Динамо-3» и «Динамо-2». Зимой 2006 года был отдан в аренду в киевский «Арсенал». В Высшей лиге дебютировал 12 марта 2006 года в выездном матче против криворожского «Кривбасса» (1:2). После он выступал в аренде за киевскую «Оболонь» и львовские «Карпаты». Летом 2007 года перешёл в алчевскую «Сталь». Отыграв полгода перешёл в «Прикарпатье» из Ивано-Франковска. После играл за «Княжу». В зимнее межсезонье сезона 2008/09 перешёл в клуб «Севастополь». В команде дебютировал 5 апреля 2009 года в матче против «Александрии» (1:0).

### Карьера в сборной
Выступал за юношескую сборную Украина до 17 лет и молодёжную сборную Украина до 21 года. В составе студенческой сборной Украины дважды выиграл летнею универсиаду в 2007 году и в 2009 году.

## Достижения
- Бронзовый призёр Первой лиги Украины (2): 2002/03, 2006/07

## Государственные награды
- Медаль «За труд и доблесть» (2007)[4]